# Di Botcher
Diane Botcher, née à Port Talbot au Pays de Galles, est une actrice britannique spécialisée dans les séries télévisées.

## Biographie
Di Botcher s'est fait connaître pour son rôle de Jean Lewis dans le film Twin Town de Kevin Allen en 1997

## Filmographie

### Cinéma
- 1997 : Twin Town de Kevin Allen
- 2002 : All or Nothing de Mike Leigh : la superviseur
- 2011 : Hunky Dory de Marc Evans : la maman de Vivienne
- 2012 : The Gospel of Us de Dave McKean : la mère
- 2015 : Under Milk Wood de Kevin Allen

### Télévision
- 2013 : Stella (série télévisée) : Tante Brenda
- 2008-2012 : Doctors (série télévisée) : Dorit Simpson / Linda Bolton / Sharon Bretherton
- 2011 : DCI Banks (série télévisée) : Grace
- 2011 : Shirley (téléfilm) : Mrs. Morrison
- 2011 : Come Fly with Me (série télévisée) : Mrs. Talbot
- 2010 : Coming Up (série télévisée) : Bernadette
- 2010 : Sherlock (série télévisée) : Connie Prince
- 2010 : Lennon Naked (téléfilm) : Dot
- 2009 : Collision (mini-série télévisée) : Mrs. Whitfield
- 2003-2009 : Belonging (série télévisée) : Vanessa
- 2009 : No Signal (série télévisée)
- 2008 : Dustbin Baby (téléfilm) : Pat Williams
- 2002-2008 : High Hopes (série télévisée) : Mrs. Coles
- 2008 : Albert's Speech (court-métrage) : Gloria
- 2008 : Coming of Age (série télévisée) : la maman d'Ollie
- 2006-2008 : Pulling (série télévisée) : Margaret
- 2006-2007 : Tittybangbang (série télévisée)
- 2007 : After You've Gone (série télévisée) : Sheila
- 2007 : Murphy's Law (série télévisée) : madame Brothel
- 2007 : Katy Brand's Big Ass Show (série télévisée)
- 2007 : Hotel Babylon (série télévisée) : Myra Walmesley
- 2007 : Ideal (série télévisée) : la maman de Nicki
- 2005 : Bleak House (mini-série télévisée) : Mrs. Woodcourt
- 2003-2005 : Little Britain (série télévisée) : Marion
- 2005 : The Thick of It (série télévisée) : Pauline McKendrick
- 2005 : All About George (série télévisée) : Dorothy Mickens
- 2004 : Green Wing (série télévisée) : Catering Manager
- 2002 : Cruise of the Gods (téléfilm) : Mrs. Hatcher
- 2002 : Tipping the Velvet (mini-série télévisée) : la femme au cigare
- 2002 : Casualty (série télévisée) : Louise Templeton
- 2002 : Ant Muzak (court-métrage) : Diana Fluck
- 2001 : Orrible (série télévisée) : Di Clark
- 2001 : The Armando Iannucci Shows (série télévisée) : Tinaturnerogram
- 2001 : People Like Us (série télévisée) : Frances Churchfield
- 2001 : Fun at the Funeral Parlour (série télévisée) : Edith
- 1999 : Rhinoceros (téléfilm) : Megan Jones
- 1999 : Kavanagh (Kavanagh Q.C.) (série télévisée) : Tilly Burgess
- 1999 : Sunburn (série télévisée) : la maman de Wendy
- 1993-1997 : The Bill (série télévisée) : Mrs. Edwards / Mrs. Oakes
- 1997 : Harpur and Iles (téléfilm) : Jane Mellick
- 1987 : The District Nurse (série télévisée) : Eirlys Prosser
- 1986 : Screen Two (série télévisée) : officier Kyle